# سهريق
سهريق هي قرية في مقاطعة كليبر، إيران. عدد سكان هذه القرية هو 121 في سنة 2006.